# Toyota Cami
Der Cami (japanisch: キャミ; 2WD: J122G; 4WD: J102G) ist ein SUV des japanischen Automobilherstellers Toyota. Dieser wurde Mai 1999 eingeführt und war vorwiegend dem japanischen Markt vorbehalten. Allerdings wurde er auch in einigen kleineren Märkten (in Europa zum Beispiel in Malta) angeboten. Der Cami ist ein Schwestermodell des Daihatsu Terios, Dario Terios sowie des Daihatsu Terios Kid.
Der Cami war mit seinem sportlichen Design auf die jungen Kunden gerichtet. Dazu beigetragen hat der zuschaltbare Allradantrieb sowie die UV-Strahlung filternde Frontscheibe. Bei den Getrieben stand dem Kunden die Wahl zwischen einem 5-Gang manuellem Getriebe und einem 4-Gang Automatikgetriebe.
Trotz dieses Angebotes verkaufte sich der Daihatsu Terios weitaus besser. Dazu beigetragen hat auch eine unbegründete Rückrufaktion von Fahrzeugen dieses Modells im Raum Osaka.
Ein Jahr nach Produktionsbeginn erhielt der Cami 1,3-Liter-Motoren des Types K3 (4-Zylinder SOHC16) mit 103 kW/140 PS. Weitere Verbesserungen folgten im Januar 2002. Nach mehreren Jahren erfolgloser Produktion wurde das Modell im Oktober 2005 aufgegeben und die Produktion im Dezember schließlich endgültig eingestellt.
Die Nachfolge des Cami trat schließlich im Januar 2006 der in Zusammenarbeit mit Daihatsu entwickelte Toyota Rush (bei Daihatsu: Be‣go) an.